# Vojkoviće
Vojkoviće (Servisch cyrillisch Војковиће) is een plaats in de Servische gemeente Novi Pazar. De plaats telt 36 inwoners (2002).